# Терасинкліналь
Терасинкліналь (рос. террасинклиналь, англ. terrasyncline, нім. Terrasynklinale f, Terrasynklinalfalte f) – континентальна западина (складка верств гірських порід, опуклістю повернена донизу), наповнена потужними осадовими та вулканічними товщами.
Синонімічна назва - геосинкліналь континентальна. (назва - Косигін, Лучицький, 1961).
Протилежне - тераантикліналь [terra — земля, суша] — підняття фундаменту, що розділяє  терасинкліналі і не містить осадів. 